# Fiction Records
Fiction Records — британский лейбл звукозаписи, созданный в 1978 году Крисом Пэрри. Часть Universal Music Group.

## История
Fiction Records была основана в конце 1970-х годов Крисом Пэрри — менеджером лейбла Polydor и британской рок-группы The Cure.
Лейбл был наиболее известен релизами The Cure. В 1992 году сингл Friday I’m In Love группы The Cure из альбома Wish возглавил британский чарт современного рока Bilboard.
С 1995 года Fiction Records практически перестал пополнять свой каталог, за исключением редких релизов группы The Cure, сосредоточившись на формировании совместного с Bertelsmann Music Group музыкального предприятия.
В январе 2004 года сооснователи Fiction Джо Маннс и Пол Смерницки возродили Fiction, чтобы разнообразить каталог Polydor, поскольку их список тогда состоял в основном из поп-исполнителей. Первым релизом на «новом» Fiction стал сингл Run группы Snow Patrol, который вошел в британский чарт синглов под номером 5. Последующий альбом Snow Patrol, Final Straw, был продан тиражом более двух миллионов копий по всему миру.
В январе 2014 года Universal Music Group выделила Fiction как самостоятельный лейбл, исключив его из собственности Polydor.

## Артисты
- Health
- The Cure
- Crystal Castles
- The Naked and Famous
- Death From Above 1979
- The Maccabees
- Tame Impala
- Spector
- The Amazons